# Marco Ramstein
Marco Ramstein (Basilea, 22 de noviembre de 1968) es un deportista suizo que compitió en curling.
Participó en los Juegos Olímpicos de Salt Lake City 2002, obteniendo una medalla de bronce en la prueba masculina.
Ganó una medalla de plata en el Campeonato Mundial de Curling Masculino de 2001 y dos medallas en el Campeonato Europeo de Curling, en los años 2001 y 2010.

## Palmarés internacional
| Juegos Olímpicos   | Juegos Olímpicos                | Juegos Olímpicos  | Juegos Olímpicos |
| Año                | Lugar                           | Medalla           | Prueba           |
| ------------------ | ------------------------------- | ----------------- | ---------------- |
| 2002               | Salt Lake City (Estados Unidos) | Medalla de bronce | Equipo           |
| Campeonato Mundial |                                 |                   |                  |
| Año                | Lugar                           | Medalla           | Prueba           |
| 2001               | Lausana (Suiza)                 | Medalla de plata  | Equipo           |
| Campeonato Europeo |                                 |                   |                  |
| Año                | Lugar                           | Medalla           | Prueba           |
| 2001               | Vierumäki (Finlandia)           | Medalla de plata  | Equipo           |
| 2010               | Champéry (Suiza)                | Medalla de bronce | Equipo           |